# AmbienteDiritto
AmbienteDiritto è una rivista giuridica italiana, con aggiornamenti quotidiani in formato elettronico, approfondisce le principali novità avvenute nel sistema giuridico italiano, europeo e internazionale.

## Temi trattati
La rivista apre con un focus sulle principali novità giuridiche legislative e giurisprudenziali a volte con editoriali. Tratta i maggiori interventi in ambito legislativo e giurisprudenziale da parte della Corte di cassazione, sia civile che penale, Tribunali, Consiglio di Stato, T.A.R.. Ampia parte della rivista è dedicata al diritto amministrativo ed al diritto comunitario.
Alcune delle materie approfondite in modo specifico riguardano il Diritto ambientale il Diritto urbanistico, Diritto energetico, Diritto della Pubblica Amministrazione, Diritto degli Appalti, Diritto Ambientale, Sicurezza sul Lavoro e Diritto del lavoro.
All'interno della rivista è possibile consultare direttamente o attraverso motori di ricerca i codici aggiornati e coordinati in tempo reale e un quotidiano legale per le notizie di rilievo giuridico.
La rivista è registrata presso il Tribunale di Patti Reg. n. 197 del 19/07/2006 - ISSN 1974-9562,  è riconosciuta ed inserita nell'Area 12 sia tra le Riviste Scientifiche Giuridiche sia nella Classe A - ANVUR: Agenzia Nazionale di Valutazione del Sistema Universitario e della Ricerca (D.P.R. n.76/2010). Valutazione della Qualità della Ricerca (VQR); Autovalutazione, Valutazione periodica, Accreditamento (AVA); Abilitazione Scientifica Nazionale (ASN). Repertorio del Foro Italiano Abbr. www.ambientediritto.it. - Catalogo (CINECA) - Codice rivista: E197807 - Catalogo internazionale (ROAD), patrocinato dall'UNESCO.
Nel 2018 la Rivista si trasforma anche in casa editrice con il nome di AMBIENTEDIRITTO EDITORE codice prefisso editore ISBN 978-88-3360